# Namibia en los Juegos Olímpicos de Tokio 2020
Namibia estuvo representada en los Juegos Olímpicos de Tokio 2020 por once deportistas, seis mujeres y cinco hombres, que compitieron en cinco deportes.
Los portadores de la bandera en la ceremonia de apertura fueron el boxeador Jonas Junias Jonas y la remera Maike Diekmann.

## Medallistas
El equipo olímpico namibio obtuvo las siguientes medallas:
| Nombre          | Deporte   | Competición |
| --------------- | --------- | ----------- |
| Oro             |           |             |
| —               |           |             |
| Plata           |           |             |
| Christine Mboma | Atletismo | 200 m F     |
| Bronce          |           |             |
| —               |           |             |